# Tigray (vùng)
Vùng Tigray (ትግራይ ክልል Tigrāy Kilil) là vùng cực bắc trong số 9 vùng dựa trên cơ sở dân tộc (kililoch) tại Ethiopia. Vùng bao trùm quê hương của người Tigray, có tên cũ là vùng 1. Thủ phủ của vùng là Mek'ele.
Tigray giáp với các vùng Gash Barka và Nam của Eritrea ở phía bắc, giáp với bang Gedaref của Sudan ở phía tây, giáp với vùng Afar ở phía đông, và giáp với vùng Amhara ở phía nam và tây nam. NGoài Mek'ele, các đô thị chính của vùng Tigray là Abiy Addi, Adigrat, Adwa, Axum, Humera, Korem, Maychew, Qwiha, Shire (Inda Selassie), Wukro và Zalambessa, và đô thị mang tính lịch sử là Yeha.
| Dân tộc | Điều tra 1994 | Điều tra 2007 |
| ------- | ------------- | ------------- |
| Tigray  | 94,98%        | 96,55%        |
| Amhara  | 2,6%          | 1,63%         |
| Irob    | 0,7%          | 0,71%         |
| Afar    | -             | 0,29%         |
| Agaw    | -             | 0,19%         |
| Oromo   | -             | 0.17          |
| Kunama  | 0.05%         | 0.07%         |

| Tôn giáo               | Điều tra 1994 | Điều tra 2007 |
| ---------------------- | ------------- | ------------- |
| Ki-tô giáo Chính thống | 95,5%         | 95,6%         |
| Hồi giáo               | 4,1%          | 4,0%          |
| Công giáo La Mã        | 0,4%          | 0,4%          |
| Tin Lành               | -             | 0,1%          |